# Duitse Marianen

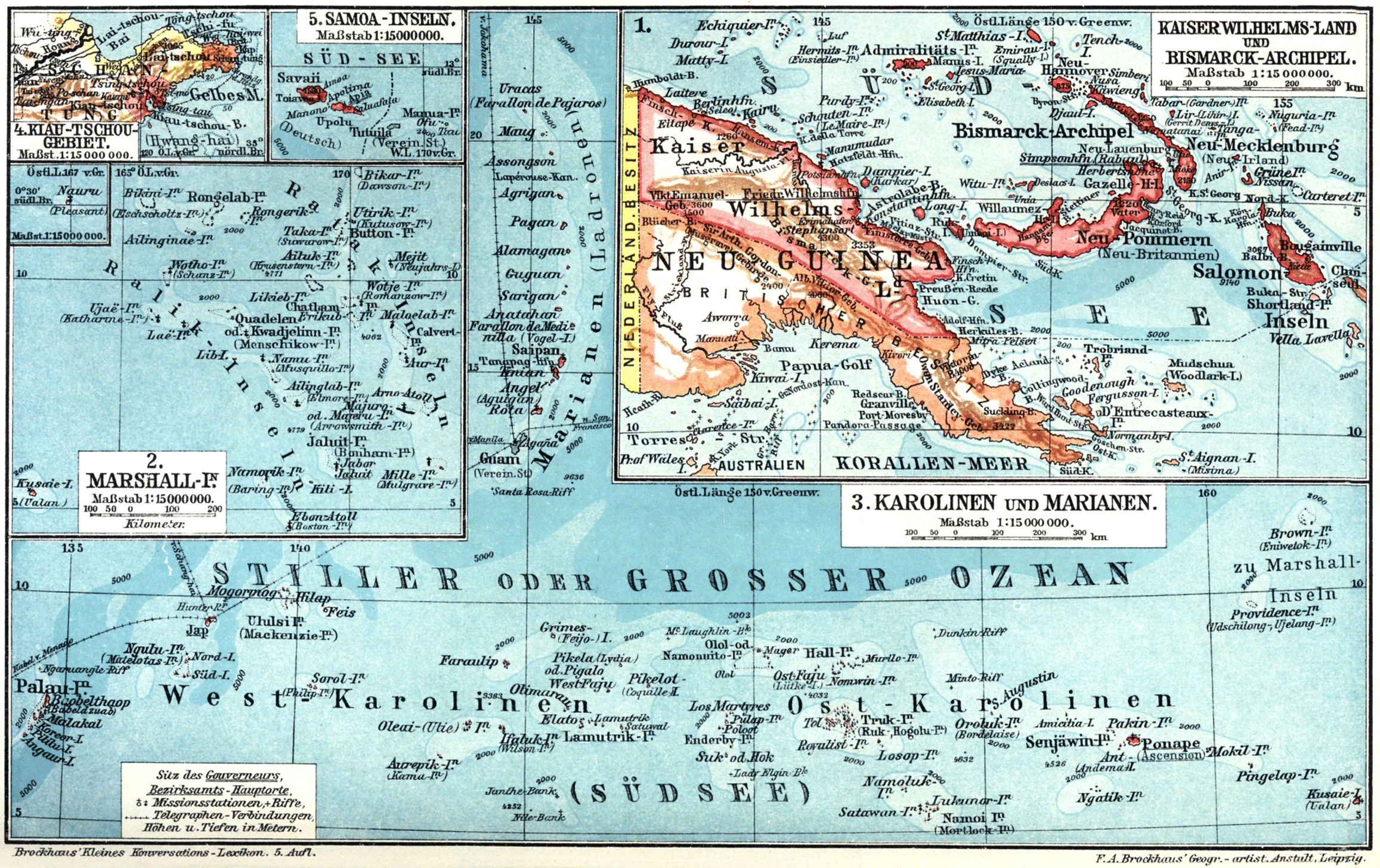
Kaart van Duits Nieuw-Guinea. De Marianen liggen in het midden boven.

De Duitse Marianen vormden van 1899 tot het begin van de Eerste Wereldoorlog een onderdeel van de kolonie Duits Nieuw-Guinea. De Duitse Marianen lagen in de regio Micronesië en besloegen het noordelijke deel van de eilandengroep Marianen.

## Geschiedenis
Spanje moest in 1898 na de Spaans-Amerikaanse Oorlog het Marianeneiland Guam afstaan aan de Verenigde Staten (zie: Verdrag van Parijs). In 1899 verkocht Spanje de overige, meer noordelijk gelegen, Marianeneilanden aan het Duitse Rijk.
De Duitsers hadden vooral vanwege de kopra (gedroogd vlees van een kokosnoot) belangstelling voor de eilanden. In de Eerste Wereldoorlog werden de eilanden gebruikt als een bevoorradingsbasis voor marineschepen totdat Japan de eilandengroep veroverde. Na de Eerste Wereldoorlog kwam de eilandengroep als volkenbondmandaat onder Japans bestuur. Op 15 juni 1944 viel het Amerikaanse leger Saipan aan en begon een strijd die 3 weken zou duren. Na de Tweede Wereldoorlog werden de eilanden als de Noordelijke Marianen onderdeel van de Verenigde Staten.
1885-1919: Bismarckarchipel · Keizer Wilhelmsland · Marshalleilanden · 
1885-1899: Bougainville · Buka · 
1899-1919: Carolinen · Marianen · Nauru · Palau